# إدي جاكسون
إدي جاكسون (بالإنجليزية: Eddie Jackson)‏ هو موسيقي ومغني أمريكي، ولد في 1926 في تينيسي في الولايات المتحدة، وتوفي في 14 يناير 2002 في وارين في الولايات المتحدة.

## وصلات خارجية
- إدي جاكسون على موقع أول ميوزيك (الإنجليزية)